# Odontaspis noronhai
Odontaspis noronhai es una especie de elasmobranquio lamniforme de la familia Odontaspididae.